# Zgryz (kynologia)
Zgryz – położenie żuchwy w stosunku do szczęki. W zależności od tego położenia oraz ustawienia zębów względem siebie zgryz u psów można podzielić na następujące typy:
- nożycowy – siekacze szczęki są wysunięte przed siekacze żuchwy w taki sposób, że siekacze stykają się ze sobą. Taki zgryz jest pożądany u większości ras. Zgryz nożycowy powstał w procesie udomowienia psa.
- cęgowy – siekacze szczęki i żuchwy ustawione są w jednej linii. Zgryz tego typu jest właściwy u większości ras pasterskich. Zgryz ten jest zgryzem pierwotnym.
- przodozgryz – żuchwa wyraźnie wysunięta przed szczękę. Zgryz typowy dla ras o brachycefalicznej budowie czaszki.
- tyłozgryz – żuchwa wyraźnie cofnięta w stosunku do szczęki. Zgryz taki jest wadą u wszystkich ras.
- naprzemienny – poszczególne siekacze żuchwy wychodzą przed lub leżą za siekaczami szczęki. Wada ta najczęściej dotyczy skrajnych siekaczy, tak zwanych okrajek.